# 猫焦掌贝
猫焦掌贝（学名：Melicerona felina），又名花貓寶螺，为宝贝科的动物。舊屬焦掌贝属，今屬Melicerona屬。

## 分佈
分布于西太平洋的台湾岛、中国大陆的海南岛、西沙群岛等地和印度洋诸岛及東非肯雅和坦桑尼亞（包括坦噶尼喀及桑給巴爾、奔巴岛兩個離島）的海岸。
属于暖海产，其多生活于潮间带低潮区附近或稍深的浅海岩礁及藻类丛生的海底、退潮后以及常隐藏在礁石块下面。该物种的模式产地在南非。

## 外部連結
- 維基物種上的相關：猫焦掌贝